# Bob Cousy Award

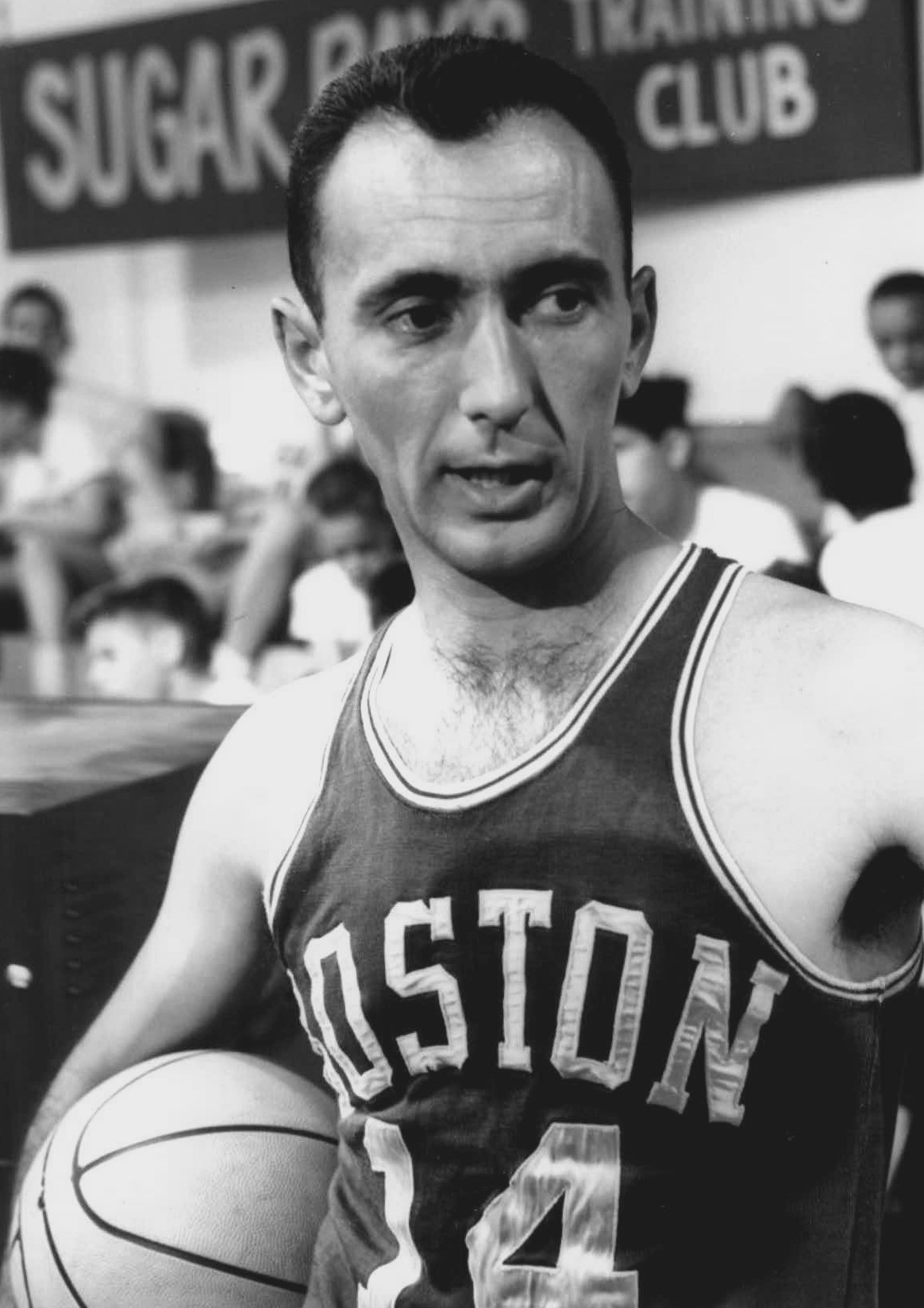
Il premio è intitolato a Bob Cousy.

Il Bob Cousy Award è un premio conferito ogni anno dalla Naismith Memorial Basketball Hall of Fame al miglior playmaker di sesso maschile di tutto il basket collegiale. Il premio è intitolato al sei volte campione NBA Bob Cousy, il quale ha giocato come playmaker per i Boston Celtics dal 1950 al 1963.
Ogni anno viene stilata una lista dei migliori playmaker secondo gli allenatori, i membri della College Sports Information Directors of America (CoSIDA) e i membri della National Association of Basketball Coaches (NABC). Successivamente un comitato di membri del CoSIDA esamina le candidature e seleziona i migliori 16 giocatori della NCAA, rispettivamente 12 dalla Division I e due a testa dalla Division II e Division III. Un secondo comitato, scelto dalla Hall of Fame, seleziona il vincitore del premio. Questa seconda commissione di 30 persone è composta da membri della Hall of Fame, allenatori, membri della stampa e da Bob Cousy stesso.
Nel 2010, il venezuelano Greivis Vásquez, giocatore dei Maryland Terrapins, diventa il primo giocatore non americano a vincere il premio. La UNC è invece l'università che ha il maggior numero di vincitori del premio, grazie alla vittoria di Raymond Felton nel 2005, Ty Lawson nel 2009 e Kendall Marshall nel 2012.

## Vincitori
| Stagione | Giocatore        | Squadra                  | Classe           |
| -------- | ---------------- | ------------------------ | ---------------- |
| 2003–04  | Jameer Nelson    | St. Joseph's Hawks       | Senior           |
| 2004–05  | Raymond Felton   | N. Carol. Tar Heels      | Junior           |
| 2005–06  | Dee Brown        | Illinois Fighting Illini | Senior           |
| 2006–07  | Acie Law         | Texas A&M Aggies         | Senior           |
| 2007–08  | D.J. Augustin    | Texas Longhorns          | Sophomore        |
| 2008–09  | Ty Lawson        | N. Carol. Tar Heels      | Junior           |
| 2009–10  | Greivis Vásquez  | Maryland Terrapins       | Senior           |
| 2010–11  | Kemba Walker     | UConn Huskies            | Junior           |
| 2011–12  | Kendall Marshall | N. Carol. Tar Heels      | Sophomore        |
| 2012–13  | Trey Burke       | Michigan Wolverines      | Sophomore        |
| 2013–14  | Shabazz Napier   | UConn Huskies            | Senior           |
| 2014–15  | Delon Wright     | Utah Utes                | Senior           |
| 2015–16  | Tyler Ulis       | Kentucky Wildcats        | Sophomore        |
| 2016–17  | Frank Mason III  | Kansas Jayhawks          | Senior           |
| 2017–18  | Jalen Brunson    | Villanova Wildcats       | Junior           |
| 2018–19  | Ja Morant        | Murray St. Racers        | Sophomore        |
| 2019–20  | Payton Pritchard | Oregon Ducks             | Senior           |
| 2020–21  | Ayo Dosunmu      | Illinois Fighting Illini | Junior           |
| 2021–22  | Collin Gillespie | Villanova Wildcats       | Graduate student |
| 2022–23  | Markquis Nowell  | KSU Wildcats             | Graduate student |
| 2023-24  | Tristen Newton   | UConn Huskies            | Graduate student |
| 2024-25  | Braden Smith     | Purdue Boilermakers      | Junior           |